# Complément circonstanciel
Pour les articles homonymes, voir CC.
En syntaxe traditionnelle, le complément circonstanciel (CC) est un complément formé d’un ensemble hétérogène de sous-espèces définies notamment du point de vue sémantique. Conformément à la définition traditionnelle, les CC expriment diverses circonstances de réalisation du procès exprimé par leur régissant.
Le nombre de types de CC peut être différent d’un auteur à l’autre, selon la mesure dans laquelle ils détaillent la description sémantique. À cause de la vision sémantique également, certains types de compléments se trouvent chez certains parmi les CC, chez d’autres parmi les compléments d’objet indirect (COI), chez d’autres encore, du moins certains types apparaissent séparément, sans constituer une classe. Sont généralement acceptés comme des CC celui de lieu, de temps et de manière. Une grammaire roumaine, Coteanu 1982, prend en compte deux de plus, celui de cause et celui de but. Selon cette grammaire, les autres qui sont rangés parmi les CC par d’autres grammairiens, peuvent être considérés comme des COI. Le Bon Usage (Grevisse et Goosse 2007) ajoute trois autres types aux cinq précédents, les CC de mesure (séparément du CC de manière), de condition et d’opposition. Ses auteurs mentionnent qu’ils n’ont retenu que les types considérés comme utiles pour l’étude des adverbes et des propositions subordonnées, sur les vingt-neuf que comptait l’édition de 1980 de cette grammaire, et que certains types peuvent être inclus dans d’autres, par exemple les CC d’instrument et d’association dans celui de manière. De plus, ils affirment qu’il n’est pas utile de prévoir un nom particulier pour tous les compléments selon leur sens. Les ouvrages roumains Avram 1997 et Constantinescu-Dobridor 1998 prennent en compte quatorze types de CC, en ajoutant aux précédents ceux de conséquence, d’instrument, d’association, de relation, d’opposition (dans un autre sens que dans Grevisse et Goosse 2007), de cumul et d’exception, mais en incluant le CC de mesure dans celui de manière,,. D’autres types de CC ont aussi été proposés par divers auteurs : d’échange, de progression, de fréquence, de réciprocité, etc..
Le hongrois est une langue dont les grammaires traditionnelles traitent également de types de compléments mentionnés ci-dessus (au nombre de huit dans Kálmánné Bors et A. Jászó 2007, par exemple), sans les ranger dans une classe de compléments considérés comme circonstanciels dans d’autres grammaires, mais en les considérant ensemble avec ceux appelés d’objet indirect, que les grammaires hongroises ne prennent pas en compte comme tels.
Dans des grammaires françaises plus récentes, on traite de ce qu’elles appellent « complément de phrase (CP) », en le distinguant du « complément du verbe (direct et indirect) ». Le premier comprend le complément appelé traditionnellement « circonstanciel » qui n’est pas obligatoire et peut changer de place dans la phrase. Le second inclut, à côté des compléments appelés traditionnellement d’objet direct et d’objet indirect, celui appelé traditionnellement circonstanciel qui est obligatoire et non déplaçable. Ainsi, le même complément peut être des deux catégories, en fonction de son verbe régent, par exemple :
(En Gaspésie,) il a plu très peu cet été ou Il a plu très peu cet été (en Gaspésie) – complément de phrase ;
Elle va en Gaspésie tous les étés – complément du verbe (indirect).

## Essais de définition structurels
Dans des grammaires structuralistes on a tenté de définir le CC sur la base de traits structurels, par exemple comme complément exprimé par un adverbe ou remplaçable par un adverbe. Cette vision est adoptée par certaines grammaires traditionnelles en essence, avec le terme « complément adverbial » au lieu de « circonstanciel », tout en établissant une typologie sémantique.
Il y a aussi des caractérisations du CC par comparaison avec les compléments d’objet (CO), direct (COD) et indirect (COI).
Les compléments d’objet représentent des participants intégrés au procès, à la différence du CC. L’action, par exemple, ne s’exerce pas sur le CC (comme sur le COD), ni en liaison avec le CC (comme en liaison avec le COI) mais, en exprimant une circonstance plus ou moins externe au régissant, le CC est moins lié à celui-ci. Par exemple, le verbe écrire peut avoir toutes sortes de CC ou aucun : Nous écrivons (à l’école / le matin / proprement , etc.). C’est pourquoi, les verbes qui ne peuvent être utilisés correctement qu’avec un CC, sont relativement peu nombreux (par exemple habiter).
Par ailleurs, à la différence des CO, la présence du CC ne dépend pas de la transitivité ou de l’intransitivité du régissant. Tout verbe peut avoir un CC. Un CC de temps comme la semaine dernière, par exemple, peut avoir un régissant transitif (Le voisin a vendu sa maison la semaine dernière) ou intransitif : Il est parti la semaine dernière.

## Le régissant du CC
Ce complément peut être subordonné à des mots de plusieurs natures :
- verbe : (fr) Ils se séparèrent au carrefour[6], (ro) Locuiește aici « Il/Elle habite ici »[7] ;
- adjectif : (fr) L’enfant [...] contemplait les quais maintenant silencieux (Marguerite Duras)[6], (ro) bolnav de supărare « malade de dépit »[7] ;
- adverbe : (fr) À cette époque-là, je vivais loin de Paris[16] ; (en) There’s a cinema not far from here « Il y a un cinéma non loin d’ici »[17] ;
- interjection appelée prédicative : (ro) Poc cu ciocanul! « Bang avec le marteau ! »[7] ;
- nom d’action : (hu) iskolába járás littéralement « action d’aller à l’école »[10].

## Nature du complément circonstanciel
Les CC sont exprimés par des mots de diverses natures. Leur fréquence d’utilisation dépend de leur nature, du type de CC et de la langue considérée :
- adverbe ou locution adverbiale : (fr) Venez demain[6], (ro) Mai vino din când în când « Viens de temps en temps »[7] ;
- nom : (fr) Il pleure de rage[6], (hr) Poslije večere odlaze u crkvu « Après le dîner ils/elles vont à l’église »[18] ;
- pronom : (fr) Restez chez vous[6], (en) You saw the police car in front of you « Vous avez vu la voiture de police devant vous »[19] ;
- numéral : (fr) Charlemagne fut couronné empereur en huit cent[20], (hu) Hétkor találkozunk « On se voit à sept heures »[21] ;
- verbe à l’infinitif : (fr) Il s’écarta pour le laisser passer[6], (ro) Cântă fără a se uita la note « Il/Elle chante sans regarder la partition »[7] ;
- verbe au gérondif : (fr) C’est en forgeant qu’on devient forgeron[22], Mike hurt his hand playing badminton « Mike s’est fait mal à la main en jouant au badminton »[23].

En grammaire roumaine on prend en compte une forme nominale du verbe appelé supin, qui peut également remplir la fonction de CC : S-a dus la vânat « Il est allé chasser ». On trouve aussi dans cette langue des CC exprimés par un adjectif (De mică era talentată la desen « Petite, elle avait déjà du talent pour le dessin » littéralement Depuis petite...) ou par une onomatopée : Vine pâș-pâș « Il/Elle vient à pas feutrés ».

## Constructions à complément circonstanciel
Les constructions avec des CC exprimés par des adverbes et par des verbes sont simples. Les constructions avec des noms, des mots substantivés et des pronoms ressemblent à celles avec des COI, pouvant être différentes d’une langue à l’autre.

## Constructions avec des adverbes
Le plus souvent, le CC exprimé par un adverbe est relié à son régissant sans adposition, c’est-à-dire préposition dans certaines langues comme le français, ou postposition dans d’autres, comme le hongrois. Exemples :
- (fr) Hâte-toi lentement[6] ;
- (en) My friend came yesterday « Mon ami est venu hier »[25] ;
- (ro) Vino mâine! « Viens demain ! »[7] ;
- (cnr) Ovđe nema mjesta « Ici il n’y a pas de place »[26] ;
- (hu) Gyakran kapok hírt felőle « Je reçois souvent de ses nouvelles »[27].

L’adverbe se construit parfois avec une préposition :
- (fr) Partons d’ici[6] ;
- (en) Planes take off from here « Les avions décollent d’ici »[28] ;
- (ro) Aștept până mâine « J’attends jusqu’à demain »[7].

En hongrois, certains adverbes de lieu et de temps peuvent recevoir des désinences casuelles qui correspondent à des prépositions dans d’autres langues : Kintről jött « Il/Elle est venu(e) de dehors ». D’autres adverbes reçoivent une telle désinence et une postposition en même temps : holnaptól fogva « à partir de demain ».

### Constructions avec des verbes à des formes nominales
Le participe et le gérondif se construisent sans adposition. Le gérondif français en a une, en, toujours la même, qui est en fait un morphème de cette forme verbale. Dans d’autres langues, il leur correspond une seule forme, sans adposition également. Exemples :
- (fr) Ne sachant pas conduire, il prend toujours des taxis[31], On s’instruit en voyageant[6] ;
- (en) We sat there waiting patiently « Nous étions assis là, en attendant patiemment »[32] ;
- (ro) Vine țopăind « Il/Elle vient en sautillant »[7] ;
- (cnr) Čita zastajkujući « Il/Elle lit en s’interrompant »[33] ;
- (hu) Az iskolába menve beszélgettek « Ils/Elles causaient en allant à l’école »[34].

En français, le CC exprimé par l’infinitif se construit le plus souvent avec préposition (On commença par l’interroger), mais le CC de but des verbes de mouvement est sans préposition : Il mène son cheval boire à la fontaine. En hongrois, la construction de ce CC est analogue à la française, sans postposition (Megyek bevásárolni « Je vais faire des achats »), construction de l’infinitif d’ailleurs générale dans cette langue. Dans la langue roumaine actuelle, l’infinitif CC se construit toujours avec préposition (Am recitit cartea pentru a o înțelege « J’ai relu le livre pour le comprendre »), mais on lui préfère d’ordinaire un verbe à un mode personnel, donc une construction avec une proposition subordonnée.
Le CC exprimé par le supin roumain a toujours une préposition : Umbla după cerșit « Il/Elle allait mendier ».

### Constructions avec des noms et leurs substituts
Pour ce qui est des constructions avec des noms, d’autres mots utilisés en tant que noms et des pronoms, il y a une différence générale entre langues sans déclinaison et langues avec déclinaison. Dans les premières, ces mots expriment le CC avec ou sans adposition. Dans les dernières, le CC est toujours à un certain cas grammatical, soit avec, soit sans adposition.
Le français n’a pas de déclinaison. La plupart des CC sont avec une préposition ou une locution prépositionnelle : Il conduit avec prudence à cause du verglas. On construit sans préposition les CC de mesure et certains CC de temps (Ce meuble mesure deux mètres, Il reviendra la semaine prochaine), ceux exprimés par les pronoms en et y, et celui exprimé par le pronom relatif dont : Il est resté dans son bureau toute la journée et vient juste d’en sortir, Il a un grand jardin, il y cultive des légumes, Je connais le pays dont il vient. En et y sont également utilisés dans les constructions de mise en relief d’une partie de la phrase, en anticipant ou en reprenant un CC exprimé par un mot à sens lexical : Son enfer, elle en est revenu, À Paris, moi, je n’y vais jamais, J’y suis allé souvent, à Amsterdam.
L’anglais aussi est une langue sans déclinaison. Il a certains CC avec préposition (The coat was over his arm « Son manteau était sur son bras ») et d’autres sans préposition : The conference is every year « La conférence a lieu tous les ans ».
Le roumain a une déclinaison relativement réduite. La plupart des CC se construisent avec des prépositions qui régissent le cas accusatif. Comme la forme de celui-ci n’est différente de celle du nominatif (celui du sujet) que pour relativement peu de mots, cela rapproche à cet égard le roumain des langues sans déclinaison (ex. În casă nu e cald « Dans la maison il ne fait pas chaud »). Il y a en petit nombre des CC construits avec des prépositions et des locutions qui exigent le cas génitif : împrejurul turnului « autour de la tour », în fața coloanei « devant la colonne ». Il y a aussi des CC à l’accusatif sans préposition : Cărțile apărute anul trecut s-au epuizat deja « Les livres parus l’année dernière sont déjà épuisés ».
En BCMS (bosnien, croate, monténégrin et serbe) la déclinaison est relativement développée. Il y existe des CC sans préposition à plusieurs cas :
- génitif : (sr) Grad je razrušen zemljotresom godine 1667 « La ville a été détruite par un tremblement de terre en l’an 1667 »[39] ;
- datif : (hr) Prišao sam krevetu « Je me suis approché du lit »[18] ;
- accusatif : (hr) Jedno vrijeme slao sam ispravke i odgovore « Pendant quelque temps j’ai envoyé des corrections et des réponses »[18] ;
- instrumental : (cnr) Dugo smo šetali ulicama « Nous nous sommes longtemps promenés dans les rues »[26].

Quand les CC sont construits avec des prépositions, celles-ci régissent certains cas :
- génitif : (sr) Meč je prekinut zbog kiše « Le match a été interrompu  à cause de la pluie »[39] ;
- datif : (cnr) Zaputio sam se prema izlazu iz dvorane « Je me suis dirigé vers la sortie de la salle »[40] ;
- accusatif : (hr) Na vratima se pojavi Ema « Ema apparaît à la porte »[18] ;
- instrumental : (bs) Sjedim sam u vinogradu pred kolibom « Je suis assis seul dans le vignoble, devant la cabane »[41];
- locatif : u vinogradu « dans le vignoble » de l’exemple précédent.

Certaines prépositions de lieu sont utilisées avec deux cas, en fonction du sens du verbe régissant. S’il n’exprime pas un déplacement vers le lieu en cause, le cas est l’instrumental ou le locatif (dans les exemples ci-dessus), mais si le verbe exprime un tel déplacement, les mêmes prépositions sont employées avec l’accusatif : (bs) Zamandalih vrata i uđoh u kuću « Je verrouillai le portail et j’entrai dans la maison », (cnr) Śutra svi dođite pred školu « Demain venez tous devant l’école ».
Le hongrois a une déclinaison encore plus développée. Parmi les cas grammaticaux il y en a dix, chacun avec sa désinence spécifique, qui expriment par leur sens de base, concret, des CC de lieu. Parmi ces cas, neuf se différencient selon qu’il s’agit d’un intérieur, d’une surface ou de la proximité d’un lieu, et selon que le régissant exprime un déplacement vers le lieu en question, depuis ce lieu, ou qu’il n’exprime pas un tel déplacement (voir La déclinaison). La plupart de ces CC sont exprimés uniquement par des désinences mais d’autres, non seulement de lieu, sont exprimés par des postpositions. La majorité des postpositions de lieu ont également trois variantes en fonction du sens du régissant. Le plus grand nombre de postpositions exigent des mots à désinence zéro, considérés comme étant au cas nominatif, et certaines demandent des mots à d’autres cas. Exemples :
- sans postposition, au cas superessif, qui exprime l’idée « sur une surface », demandé par un verbe qui n’exprime pas de déplacement vers ou depuis ce lieu : A sarkon várlak titeket « Je vous attends au coin de la rue »[27] ;
- avec postposition, au nominatif : Az autót a gyógyszertár mögött hagytam « J’ai laissé la voiture derrière la pharmacie »[27] ;
- avec postposition, à l’instrumental : A mozival szemben van egy kávéház « En face du cinéma il y a un café »[43].

En hongrois, les pronoms personnels ont des formes supplétives qui expriment des CC. Elles sont constituées de désinences casuelles ou de postpositions auxquelles on ajoute des suffixes personnels possessifs correspondant aux adjectifs possessifs d’autres langues : Jöjjön fel hozzám egy kávéra « Venez prendre un café chez moi », Egy idős úr ült le mellénk « C’est un vieux monsieur qui s’est assis à côté de nous ».

## Structures de complément circonstanciel
Dans certaines grammaires on établit une typologie des CC selon leur structure, en dehors de leur liaison avec le régissant. Dans ce sens il y CC simple, exprimé par un seul mot à sens lexical, y compris s’il est accompagné d’une adposition, et CC formé de plus d’un mot, sans compter une éventuelle adposition, entre lesquels il y a coordination ou subordination, ou bien qui forment un syntagme figé. Ces combinaisons sont à prendre comme un seul CC. Selon Constantinescu-Dobridor 1989 il y a encore :
- CC complexe, formé d’un mot à sens lexical accompagné d’un mot appelé adverbe, qui peut être de précision, de renforcement, de restriction ou d’approximation : (fr) Il écrit fort mal[46], (ro) Înainta cam încet « Il/Elle s’avançait un peu lentement »[45] ;
- CC multiple, exprimé par deux ou plusieurs mots à sens lexical, de nature identique ou différente, coordonnés entre eux : (fr) Il répondit calmement et en pesant ses mots[47], (en) We can meet here or in town « Nous pouvons nous rencontrer là ou en ville »[48] ;
- CC développé, construction constituée d’un verbe à un mode non personnel et un mot de nature nominale : (fr) Étant absent tout le week-end, je n’ai pas pu être prévenu[49], (ro) Devenind arhitect, se afla mereu pe șantier « Étant devenu ingénieur, il était tout le temps sur le chantier »[45].

Kálmánné Bors et Jászó 2007 aussi prend en compte les CC multiple et développé, en leur ajoutant :
- le CC double, formé d’un mot répété ou de deux mots différents, exprimant un point initial et un point final : (fr) petit à petit[50], (hu) lépésről lépésre « pas à pas »[10] ;
- les CC interconnectés, dont l’un précise le sens de l’autre : (fr) hier matin[51], (hu) mához egy hétre « d’ici une semaine »[10].

## Phrase simple comportant plus d’un CC
Dans une phrase il peut y avoir plus d’un CC sans rapport entre eux, sinon le fait qu’ils sont subordonnés au même régissant. Ce sont d’ordinaire des CC de types différents :
- (fr) Le capitaine Pieter Van Deyssel se pencha par-dessus son ventre pour poser le jeu de tarot devant Robinson (Michel Tournier)[52] ;
- (en) Today the train left on time « Aujourd’hui, le train est parti à l’heure »[53] ;
- (ro) Ulciorul nu merge de multe ori la apă « Tant va la cruche à l’eau, qu’à la fin elle se casse » (litt. « La cruche ne va pas beaucoup de fois à l’eau »)[54] ;
- (hr) Poslije večere odlaze u crkvu « Après le dîner, ils/elles vont à l’église »[18] ;
- (hu) Sosem voltunk Kuala Lumpurban « Nous ne sommes jamais allé(e)s à Kuala Lumpur »[55].

## Synonymie syntaxique
Le même sens peut parfois être porté par deux CC du même type mais construits différemment, ou par un CC et une autre entité syntaxique.
Il peut s’agir, par exemple, du même CC sans préposition et avec préposition. En roumain, on utilise le nom à l’accusatif dans les deux constructions : Trec pe la tine săptămâna / în săptămâna viitoare « Je passe chez toi la semaine prochaine ». En BCMS, les cas sont différents dans les deux variantes : (cnr) ove nedelje (génitif) / u ovoj nedelji (locatif) « cette semaine ».
Il peut y avoir équivalence entre le CC et un autre constituant de la phrase. En roumain, par exemple, cela peut être ce qu’on appelle « élément prédicatif supplémentaire », considéré par Grevisse et Goosse 2007 comme une épithète détachée, si c’est un adjectif : Apa curge liniștit (CC) « L’eau coule tranquillement » / Apa curge liniștită (ÉPS) « L’eau coule tranquille » .
Le plus souvent, le CC est équivalent à une proposition subordonnée du même type. C’est le cas, par exemple, de la construction avec un infinitif transformable en subordonnée, l’infinitif étant en général préféré en français : Vous pourrez participer à la compétition à condition de vous entraîner / à condition que vous vous entraîniez. Il y a en roumain aussi une telle équivalence, mais pas toujours dans les mêmes cas qu’en français, et avec une préférence pour la subordonnée : Am recitit cartea pentru a o înțelege / ca s-o înțeleg « J’ai relu le livre pour le comprendre ». On peut aussi développer un nom d’action en prédicat d’une subordonnée CC : (ro) Ne-am întâlnit la deschiderea expoziției / când s-a deschis expoziția « Nous nous sommes rencontré(e)s à l’ouverture de l’exposition / quand l’exposition a été ouverte ».

## Exemples de CC selon leur type sémantique
Parmi les nombreux types de CC qui peuvent être délimités du point de vue sémantique, voici des exemples de ceux retenus par Grevisse et Goosse 2007 :
- temps : (fr) Il reviendra la semaine prochaine, (en) When are you coming back? « Quand reviendras-tu ? »[60] ;
- lieu : (fr) Ils se sont rencontrés au Québec, (ro) Merge (până) la scoală « Il/Elle va (jusqu’)à l’école »[7] ;
- manière : (fr) Elle marche à pas pressés, (cnr) Nekako ćemo se snaći « Nous allons nous débrouiller d’une façon ou d’une autre »[26] ;
- mesure : (fr) allonger une robe de deux centimètres, (hu) Átlagon felül okos « Il/Elle est intelligent(e) au-dessus de la moyenne »[61] ;
- opposition : (fr) Je l’ai reconnu malgré l’obscurité, (cnr) Nastavili su s poslom uprkos nevremenu « Ils ont continué le travail malgré le mauvais temps »[26] ;
- but : (fr) Il s’écarta pour le laisser passer, (ro) Hai la cumpărături! « Allons faire des achats ! »[7] ;
- cause : (fr) Il agit par jalousie, (en) The match is off because of the weather « Le match est annulé à cause du temps »[62] ;
- condition : (fr) Appelez-moi en cas de besoin, (ro) Având răbdare ai să afli la timpul cuvenit « Ayant de la patience, tu le sauras en temps voulu »[7].

Il existe d’autres types de CC souvent retenus par d’autres grammairiens :
- conséquence : (ro) Muncește până la epuizare « Il/Elle travaille jusqu’à épuisement »[7], (cnr) Smijali smo se do suza « Nous avons ri jusqu’aux larmes »[26] ;
- instrument : (fr) enfoncer une cheville avec un marteau[63], (hu) Pista vonattal érkezett « Pista est arrivé en train »[64] ;
- association : (fr) voyager avec un ami[63], (bs) Ona nije govorila o tom s Muharemagom « Elle n’a pas parlé de ça avec Muharemaga »[65].

## Sources bibliographiques

### En français
- Delatour, Yvonne et al., Nouvelle grammaire du français, Paris, Hachette, 2004  (ISBN 2-01-155271-0) (consulté le 29 mars 2019)
- Dubois, Jean et al., Dictionnaire de linguistique, Paris, Larousse-Bordas/VUEF, 2002 (consulté le 24 mars 2023)
- Maurice Grevisse et André Goosse, Le Bon Usage : grammaire française, Bruxelles, De Boeck Université, 2007, 14e éd., 1584 p. (ISBN 978-2-8011-1404-9, lire en ligne [PDF])
- Szende, Thomas et Kassai, Georges, Grammaire fondamentale du hongrois, Paris, Langues et mondes – l’Asiathèque, 2007  (ISBN 978-2-91-525555-3) (consulté le 29 mars 2019)
- Wyler, Gabriel, Manuel de la grammaire française, dernière mise à jour : 30.9.2018 (consulté le 29 mars 2019)

### Dans d'autres langues
- (ro) Avram, Mioara, Gramatica pentru toți [« Grammaire pour tous »], Bucarest, Humanitas, 1997  (ISBN 973-28-0769-5)
- (hr) Barić, Eugenija et al., Hrvatska gramatika [« Grammaire croate »], 2de édition revue, Zagreb, Školska knjiga, 1997  (ISBN 953-0-40010-1)
- (ro) Bărbuță, Ion et al., Gramatica uzuală a limbii române [« Grammaire usuelle du roumain »], Chișinău, Litera, 2000  (ISBN 9975-74-295-5) (consulté le 29 mars 2019)
- (ro) Bidu-Vrănceanu, Angela et al., Dicționar general de științe. Științe ale limbii [« Dictionnaire général des sciences. Sciences de la langue »], Bucarest, Editura științifică, 1997  (ISBN 973-440229-3) (consulté le 29 mars 2019)
- (cnr) Čirgić, Adnan ; Pranjković, Ivo ; Silić, Josip, Gramatika crnogorskoga jezika [« Grammaire du monténégrin »], Podgorica, Ministère de l’Enseignement et des Sciences du Monténégro, 2010  (ISBN 978-9940-9052-6-2) (consulté le 29 mars 2019)
- (ro) Constantinescu-Dobridor, Gheorghe, Dicționar de termeni lingvistici [« Dictionnaire de termes linguistiques »], Bucarest, Teora, 1998 ; en ligne : Dexonline (DTL) (consulté le 29 mars 2019)
- (ro) Coteanu, Ion, Gramatica de bază a limbii române [« Grammaire de base du roumain »], Bucarest, Albatros, 1982 (consulté le 29 mars 2019)
- (en) Eastwood, John, Oxford Guide to English Grammar [« Guide Oxford de la grammaire anglaise »], Oxford, Oxford University Press, 1994  (ISBN 0-19-431351-4) (consulté le 24 mars 2023)
- (en) Eifring, Halvor et Theil, Rolf, Linguistics for Students of Asian and African Languages [« Linguistique pour les étudiants en langues asiatiques et africaines »], Université d’Oslo, 2005 (consulté le 29 mars 2019)
- (bs) Jahić, Dževad ; Halilović, Senahid ; Palić, Ismail, Gramatika bosanskoga jezika [« Grammaire de la langue bosniaque »], Zenica, Dom štampe, 2000 (consulté le 29 mars 2019)
- (hu) Kálmánné Bors, Irén et A. Jászó, Anna, « Az egyszerű mondat » [« La phrase simple »], A. Jászó, Anna (dir.), A magyar nyelv könyve [« Le livre de la langue hongroise »], 8e édition, Budapest, Trezor, 2007  (ISBN 978-963-8144-19-5), p. 345-436 (consulté le 29 mars 2019)
- (sr) Klajn, Ivan, Gramatika srpskog jezika [« Grammaire de la langue serbe »], Belgrade, Zavod za udžbenike i nastavna sredstva, 2005  (ISBN 86-17-13188-8) (consulté le 24 mars 2023)
- (hu) P. Lakatos, Ilona (dir.), Grammatikai gyakorlókönyv (mintaelemzésekkel és segédanyagokkal) [« Exercices de grammaire avec des modèles d’analyse et des matériaux auxiliaires »], Budapest, Bölcsész Konzorcium, 2006  (ISBN 963-9704-28-8) (consulté le 29 mars 2019)
- (en) Rounds, Carol, Hungarian: an Essential Grammar [« Grammaire fondamentale du hongrois »], Londres / New York, Routledge, 2001  (ISBN 0-203-46519-9) (consulté le 29 mars 2019)